# Jos Cillien
Joseph „Jos“ Cillien (* 19. Juli 1911 in Esch an der Alzette; † 26. April 1984 in Luxemburg) war ein luxemburgischer Kunstturner.

## Biografie
Jos Cillien startete bei den Olympischen Sommerspielen 1936 in Berlin. Er nahm an allen Turnwettkämpfen teil. Sein bestes Einzelresultat gelang ihm mit dem 86. Rang im Bodenturnen. Mit der luxemburgischen Delegation belegte er im Mannschaftsmehrkampf den 12. Platz.